# Papilio memnon
El gran mormón (Papilio memnon), es una mariposa nativa del sur de Asia que pertenece a la familia de los papiliónidos. Está ampliamente distribuida por el continente asiático desde India hasta Indonesia; tiene trece subespecies. La hembra es polimórfica y con formas miméticas.

## Distribución
Desde el noreste de India (incluyendo Sikkim, Assam y Nagaland), Nepal, Bangladés, Birmania, islas Nicobar, islas Andamán, oeste, sur y este de China (incluyendo Hainan), Taiwán, sur de Japón, islas Ryūkyū, Tailandia, Laos, Vietnam, Camboya, Malasia e Indonesia (Sumatra, islas Mentawai, Nías, islas Batu, isla de Simeulue, isla de Bangka, Java, Kalimantan e islas menores de la Sonda).

## Estado
Esta especie es común y no está amenazada. El cultivo de cítricos por toda Asia del Sur proporciona una abundancia de plantas alimenticias.

## Características
La mariposa es grande, con una envergadura de 120 a 150 milímetros. Los machos se presentan en cuatro formas, fases o morfos, mientras que las hembras, que son altamente polimórficas, se presentan en muy variadas formas, siendo muchas de ellas imitaciones de  mariposas de desagradable sabor. Al menos veintiséis formas hembra han sido identificadas. Esta especie ha sido estudiada extensamente para comprender la base genética para el polimorfismo y el mimetismo batesiano. 

### Fase típicaagenor
- Sin colas en las alas posteriores.

- Macho. La parte superior de las alas es azul profundo a negro. Puede o no tener una raya roja en la base de la celda de las alas anteriores.
- Hembra. Parte superior del ala anterior color sepia, veteado de blanco grisáceo. La tercera parte de la zona basal de la celda es roja y está tocada externamente con blanco. La parte superior del ala posterior es azul o negra. Tiene de cinco a siete parches en forma de discos amarillos o blancos.

### Fase hembrabutlerianus
- Sin colas en las alas posteriores. Se parece al macho típico. Ambas alas son de color sepia oscuro. El ala anterior tiene un área blanca en el margen interior. El ala posterior es escalada con azul.

### Fase hembraalcanor
- Con colas en las alas posteriores. Los lados del abdomen son amarillos.
- Parte superior del ala anterior de color marrón grisáceo con venas y rayas negras entre ellas. La celda es roja en la base. Hay un parche negro aterciopelado en las bases de las venas 1 y 2 de la parte superior del ala anterior.
- La parte superior del ala posterior es negra con parte de la celda blanca. Tiene rayas blancas a su alrededor. El ángulo anal o tornus es rojo con una gran mancha negra. Hay una fila de puntos terminales rojos entre la vena.

### Fase macho y hembrapolymnestoroides
- Sin colas en las alas posteriores.
- Macho. La parte superior de las alas posteriores y anteriores tienen franjas azules cortas en la región discal.
- Hembra.  La parte superior del ala anterior es de color sepia con rayas gris pálido entre las venas. La región basal de la celda es roja. La parte superior del ala posterior es de color marrón aterciopelado con un área discal azul y tiene manchas negras, como en el caso del mormón azul (P. polymnestor), a quien imita.

## Hábitat
Esta especie vuela hasta 2100 metros en el Himalaya, pero es más común en elevaciones bajas.

## Comportamiento
Esta mariposa se encuentra en los claros del bosque. Es muy común y también puede verse entre las viviendas. Visita flores de poinsetia, Jasminum, Lantana, Canna y Salvia. Normalmente vuela de dos a cuatro metros por encima de la tierra. La mariposa es conocida por realizar encharcamiento sobre suelo húmedo. Los machos son mucho más comunes que las hembras. Las fases hembra butlerianus y alcanor son especialmente poco comunes.
La mayoría de las especies del género Papilio se alimentan de cítricos, pero P. memnon es muy polífago y puede consumir en cautiverio las hojas de Choisya ternata o Skimmia japonica. Pueden criarse en una casa siempre que tenga una temperatura de aproximadamente 20 a 25 °C y una humedad de más del 80 %; la humedad ambiental las deseca después de dos días.

## Ciclo de vida
La larva se parece a la del mormón común (Papilio polytes), siendo verde con marcas blanquecinas. Es fuertemente parasitada.

## Galería

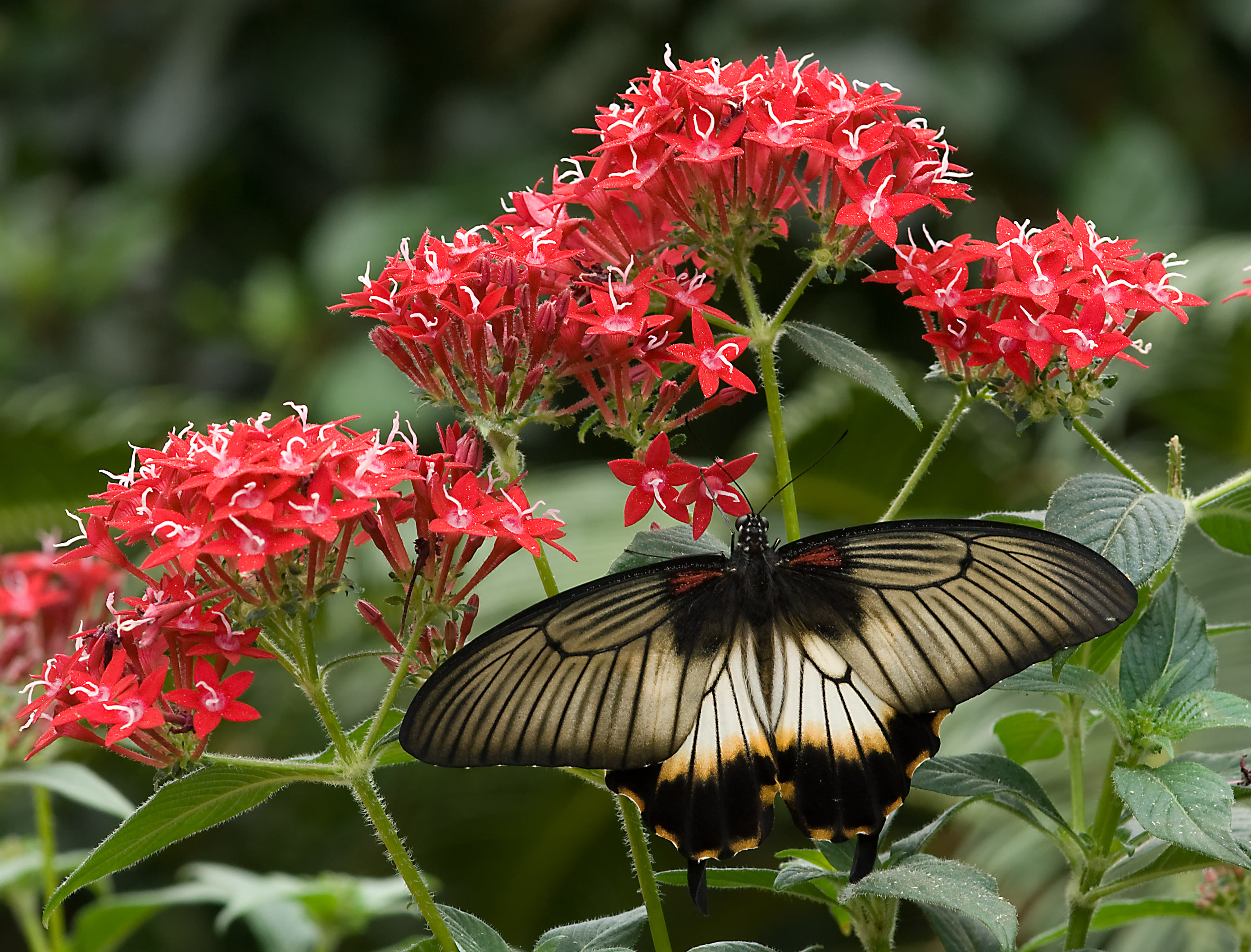
Hembra
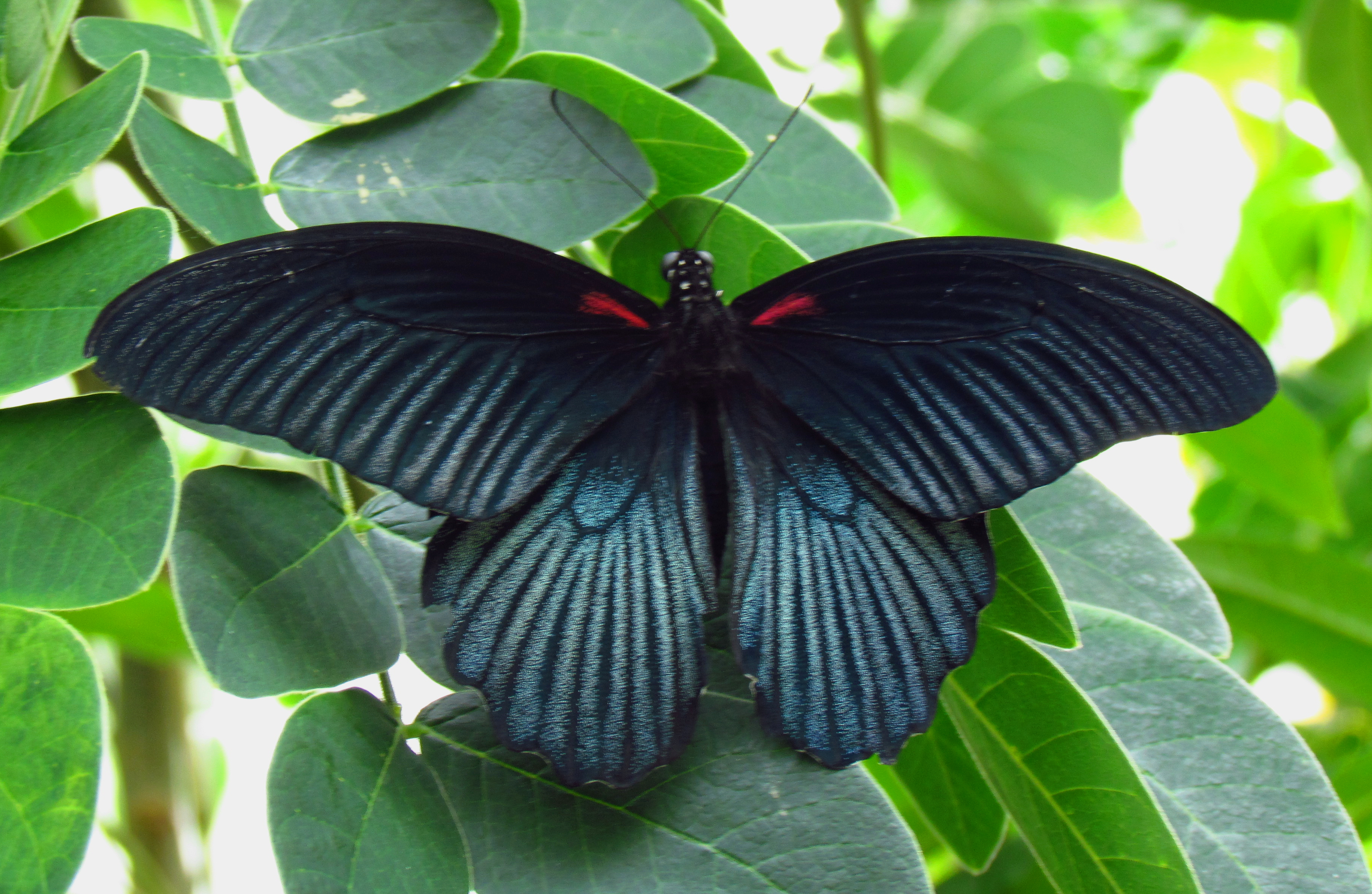
Macho (fase agenor)
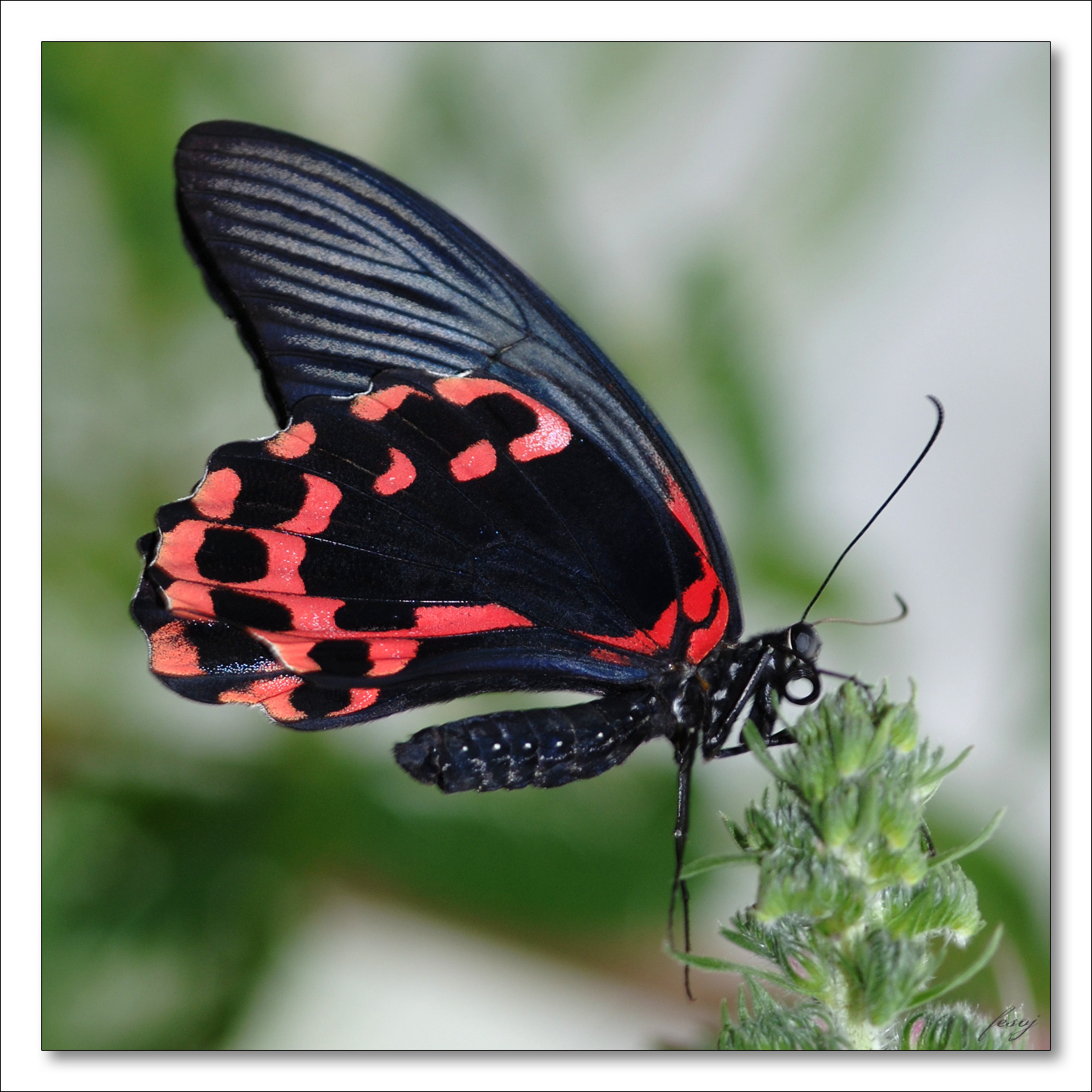
Envés
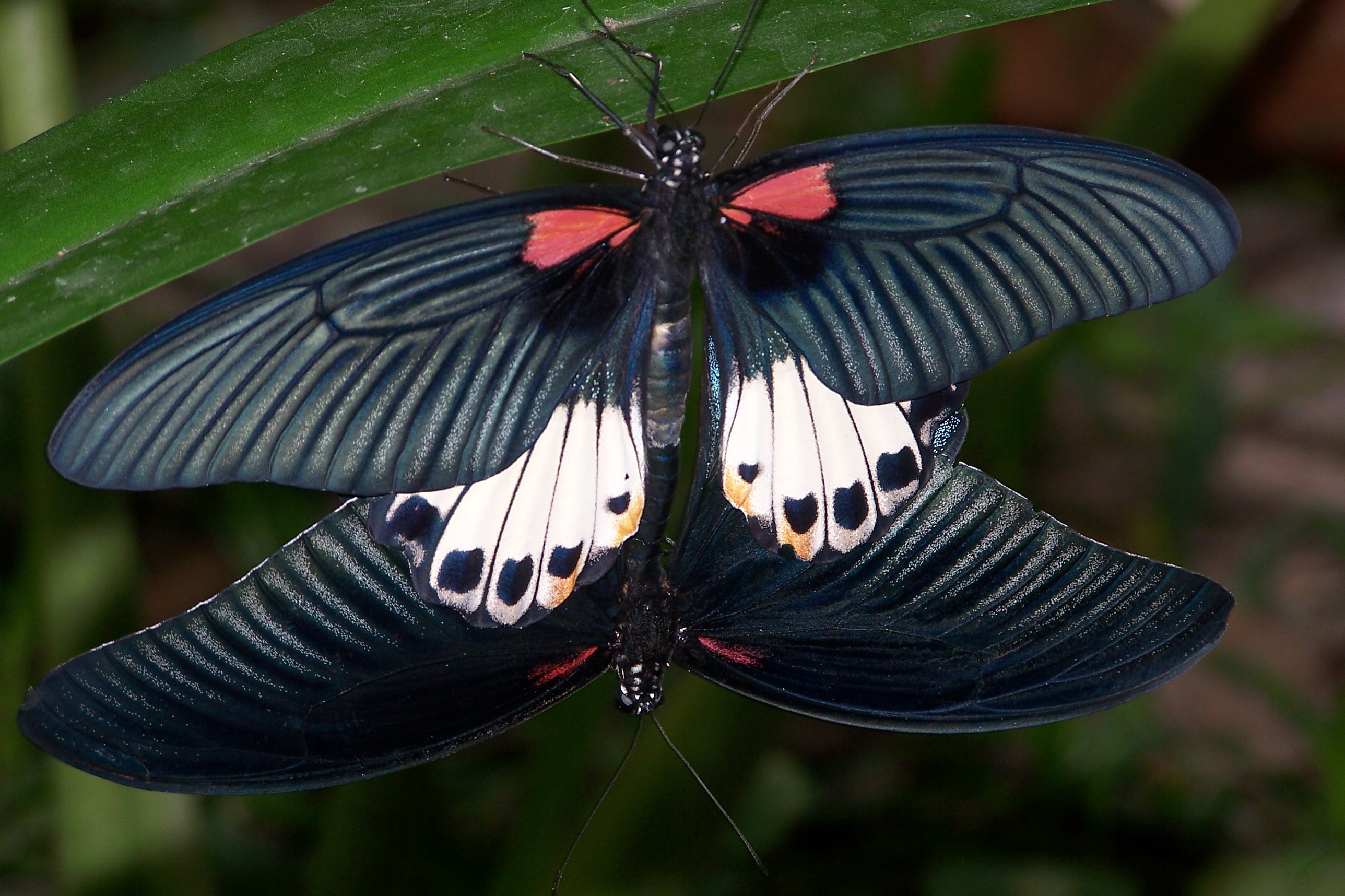
Pareja en apareamiento
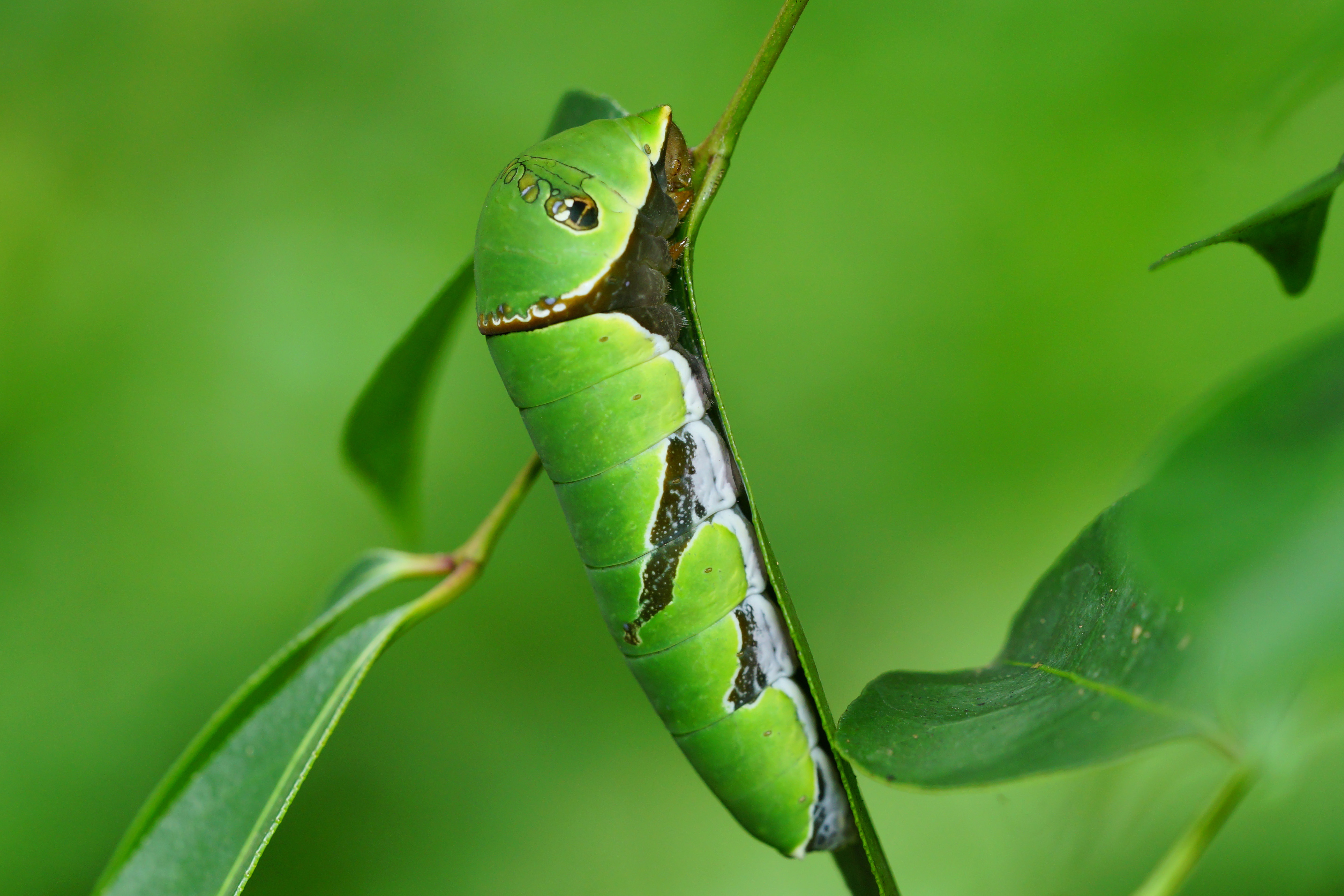
Larva